# Cory Hill
Cory Lewis Hill (n. Rhondda Cynon Taff, 10 de febrero de 1992) es un jugador británico de rugby que se desempeña como segunda línea y juega en los Newport Dragons del euro-sudafricano Pro14. Es internacional con los Dragones rojos desde 2016.

## Selección nacional
Representó a su selección juvenil, compitiendo en el Campeonato Mundial. El equipo obtuvo en Sudáfrica 2012 el tercer puesto.
Warren Gatland lo convocó a los Dragones rojos para disputar los test matches de fin de año 2016 y debutó contra los Wallabies. Se ganó la titularidad indiscutida en el Torneo de las Seis Naciones 2018.
Hasta el momento lleva 24 partidos jugados y 15 puntos marcados, productos de tres tries.

### Participaciones en Copas del Mundo
| Mundial                       | Sede  | Resultado    | PJ | Tries |
| ----------------------------- | ----- | ------------ | -- | ----- |
| Copa Mundial de Rugby de 2019 | Japón | Por disputar | ?  | ?     |

## Palmarés
- Campeón del Torneo de las Seis Naciones de 2019.